# Synećkyj
Synećkyj (ukr. Синецький) – osiedle na Ukrainie, w obwodzie ługańskim, w rejonie siewierodonieckim. W 2001 liczyło 243 mieszkańców.